# Ballintoy
Ballintoy är en ort i Storbritannien.   Den ligger i distriktet Causeway Coast and Glens och riksdelen Nordirland, i den västra delen av landet, 600 km nordväst om huvudstaden London. Ballintoy ligger 62 meter över havet och antalet invånare är 165.
Terrängen runt Ballintoy är platt söderut, men åt sydost är den kuperad. Havet är nära Ballintoy åt nordost. Runt Ballintoy är det ganska glesbefolkat, med 27 invånare per kvadratkilometer. Närmaste större samhälle är Ballycastle, 8,3 km öster om Ballintoy. Trakten runt Ballintoy består i huvudsak av gräsmarker.

## Populär kultur
Ballintoy användes som inspelningsplats för Järnöarna i Game of Thrones.